# Bedwas
Bedwas är en ort i Storbritannien.   Den ligger i kommunen Caerphilly och riksdelen Wales, i den södra delen av landet, 210 km väster om huvudstaden London. Bedwas ligger 67 meter över havet och antalet invånare är 8 242.
Terrängen runt Bedwas är lite kuperad. Runt Bedwas är det tätbefolkat, med 709 invånare per kvadratkilometer. Närmaste större samhälle är Cardiff, 12,5 km söder om Bedwas. Trakten runt Bedwas består i huvudsak av gräsmarker.